# 36444 Clairblackburn
36444 Clairblackburn è un asteroide della fascia principale. Scoperto nel 2000, presenta un'orbita caratterizzata da un semiasse maggiore pari a 2,2746833 au e da un'eccentricità di 0,1265518, inclinata di 5,26928° rispetto all'eclittica.